# ISO 3166-2:CU
ISO 3166-2:CU es la entrada para Cuba en ISO 3166-2, parte del estándar ISO 3166 publicado por la Organización Internacional de Normalización (ISO), que define los códigos de los nombres de las principales subdivisiones: provincias o divisiones administrativas del Estado de todos los países codificados en el ISO 3166-1.
En el caso de Cuba, los códigos ISO 3166-2 vienen definidos por 15 provincias y 1 municipalidad especial. Se trata de la Isla de la Juventud que no forma parte de provincia alguna y la administra directamente el gobierno central.
Cada código consta de dos partes, separadas por un guion. La primera parte es CU, el código de Cuba en la ISO 3166-1 alfa-2. La segunda parte tiene dos dígitos:
- 01–16 excepto 02: provincias

- 99: municipalidad especial

El código CU-02 fue asignado a la Provincia de La Habana, que fue dividida en dos: Artemisa y  Mayabeque en 2011. Los códigos para las 14 provincias originales fueron asignados aproximadamente de oeste a este.

## Códigos actuales
Los nombres de las subdivisiones se ordenan según el estándar ISO 3166-2 publicado por la Agencia de Mantenimiento ISO 3166 (ISO 3166/MA).
Pulsa sobre el botón en la cabecera para ordenar cada columna.
| Código | Nombre de la subdivisión | Categoría de la subdivisión |
| ------ | ------------------------ | --------------------------- |
| CU-15  | Artemisa                 | provincia                   |
| CU-09  | Camagüey                 | provincia                   |
| CU-08  | Ciego de Ávila           | provincia                   |
| CU-06  | Cienfuegos               | provincia                   |
| CU-12  | Granma                   | provincia                   |
| CU-14  | Guantánamo               | provincia                   |
| CU-11  | Holguín                  | provincia                   |
| CU-03  | La Habana                | provincia                   |
| CU-10  | Las Tunas                | provincia                   |
| CU-04  | Matanzas                 | provincia                   |
| CU-16  | Mayabeque                | provincia                   |
| CU-01  | Pinar del Río            | provincia                   |
| CU-07  | Sancti Spíritus          | provincia                   |
| CU-13  | Santiago de Cuba         | provincia                   |
| CU-05  | Villa Clara              | provincia                   |
| CU-99  | Isla de la Juventud      | municipalidad especial      |

## Cambios
Los siguientes cambios a la entrada figuran en el listado del catálogo en línea de la ISO:
| Fecha efectiva del cambio | Breve descripción del cambio                                                                                         |
| ------------------------- | --- |
| 29/10/2014                | Añadidas 2 provincias: CU-15 y CU-16; se borran CU-02; cambia el nombre de CU-03; se actualiza el origen de la lista |
| 27/11/2015                | se actualiza el origen de la lista                                                                                   |